# Референдум в Германии (1929)
Референдум в Германии 1929 года (нем. Volksbegehren und Volksentscheid zum Young-Plan) — общенародное голосование в Германии, состоявшееся 22 декабря 1929 года по вопросу об отказе от принятия модифицированного плана выплаты репараций странам-победительницам в Первой мировой войне (плана Юнга) и уголовном преследовании германских государственных служащих, участвующих в сборе средств для уплаты репараций.

## Политический контекст референдума
28 июня 1919 был подписан и 10 января 1920 вступил в силу Версальский мирный договор, закрепивший условия мира по результатам поражения Германии в Первой мировой войне. Помимо прочих условий, он предусматривал выплату Германией в пользу держав-победительниц существенных репараций, призванных компенсировать их затраты на ведение боевых действий и не позволить потерпевшей поражение стране восстановить свой военный потенциал. Чрезмерно тяжелые первоначально условия выплаты репараций, которые привели к гиперинфляции и неустойчивости политического режима Веймарской республики, уже в 1924 были смягчены (План Дауэса). В 1929 германская дипломатия добилась проведения новой международной конференции по вопросу о репарациях, по результатам которой были существенно смягчены условия их выплат — снижен размер годовых платежей (в среднем до 2 млрд марок), отменен репарационный налог на промышленность и сокращено обложение транспорта, ликвидированы иностранные контрольные органы. Франция выразила согласие на 5 лет сократить срок оккупации Рейнской области и вывести из неё свои войска в 1930.
Несмотря на то, что условия «Плана Юнга» предполагали существенное ослабление экономического давления на Германию, националистические силы внутри страны восприняли переговорные предложения стран-победительниц как подтверждение версальских условий и дополнительное признание вины немцев в развязывании мировой войны, которого они не признавали.
Референдум был проведен в период работы Конференции по репарациям, которая официально завершила свою работу лишь после обнародования результатов голосования, в январе 1930.

## Борьба за компромисс
В Германии сформировалась политическая оппозиция принятию Плана Юнга, в качестве организатора которой выступил Альфред Гугенберг, контролировавший несколько влиятельных газет. На платформе неприятия подготавливавшегося соглашения он сформировал широкую коалицию, в которую вошли Немецкая национальная народная партия, Пангерманская лига, Стальной шлем — Союз фронтовиков и Национал-социалистическая немецкая рабочая партия. В качестве альтернативы Плану Юнга коалиция предложила «Закон о свободе» (Freiheitsgesetz), который одновременно предполагал отказ Германии от признания вины в развязывании войны и претензий на отторгнутые от страны территории. Одновременно законопроект предполагал отказ от дальнейшей выплаты репараций и уголовное преследование чиновников, участвующих в их сборе.
В то же время, левоцентристские, центристские и правоцентристские партии поддержали «План Юнга», который они считали важным шагом на пути восстановления роли Германии в международных отношениях. Когда «Закон о свободе» был внесен в Рейхстаг, он был отклонен 318 голосами против 82. Не согласившись с поражением в парламенте, правая коалиция провела успешную кампанию по сбору подписей за проведение всенародного референдума.

## Результаты голосования
Подавляющее большинство избирателей проигнорировали референдум. При общем числе имеющих право голоса в 42 323 473, за принятие «Закона о свободе» проголосовали лишь 5 838 890 человек (еще 338 195 против; недействительными признаны 131 493 голоса).

## Последствия референдума
Главным следствием политических маневров вокруг «Плана Юнга» стал резкий рост узнаваемости и популярности Нацистской партии во главе с Гитлером. На земельных выборах в Тюрингии в декабре 1929 национал-социалисты получили 11 % голосов; зафиксировали приток сторонников и в других землях.
В марте 1930 Рейхстаг проголосовал за одобрение «Плана Юнга».

## Источник
- http://www.wahlen-in-deutschland.de/wvbveYoungplan.htm